# Идиот (мюзикл)
«Идиот» — российский оригинальный мюзикл Сергея Рубальского на либретто Евгения Фридмана по мотивам романа Ф. М. Достоевский «Идиот» в режиссуре Василия Заржецкого.

## Сюжет
История, вернувшегося в Петербург князя Мышкина, пронизанная идеей о любви и сострадании, где красота гибнет по вине истинной любви, добродетель вступает в схватку с безнравственностью, а человеческие страдания рождают всеобщую надежду. Добро, любовь, всепрощение — и ожесточение, страсть, зависть на разных чашах весов совести каждого из героев. — противопоставляется ожесточению, страсти, зависти.

## История постановки
Кастинг в проект прошёл в три тура: 4-5 апреля 2016 года первый тур, дополнительный 31 мая, 9-11 июня второй и 20 июня третий в зале «Бельэтаж» в театра «Мюзик-Холл». 21 июня 2017 во дворе театра «Зазеркалье» впервые была показана презентация проекта в формате open-air, промо-концерта в рамках общегородского праздника «День Достоевского». 7 июля 2018 года состоялась одна из первых презентаций на сцене театра «Зазеркалье», 8 сентября мюзикл стал участником финала проекта «Театральный Петербург на Книжных аллеях». Спектакль-концерт представили на сцене ЛДМ 1 и 2 октября 2018 и 18 декабря в рамках театрального проекта «Лестница» Василия Заржецкого. 8 декабря на творческой встрече в Библиотеке друзей состоялось первое публичное исполнение арий, не вошедших пока в формат спектакля-концерта. Их исполнили Антон Авдеев, Виктория Жукова, Александр Осинин, Ярослав Баярунас, Анна Снегова. Эти прозвучавшие новые композиции и другие в студийном качестве вышли на фирменном диске «Идиот» в продажу в театре ЛДМ.
Возвращение постановки ознаменовалось показом мюзикла в формате спектакля-концерта 1 и 2 мая 2021 в год двухсотлетия со дня рождения Ф. М. Достоевского и происходило в уникальных интерьерах театрального зала фрегата «Благодать». Триумфальное недолгое возвращение мюзикла произошло в 2023 году и ознаменовалось показами 3 и 10 апреля, 15 мая, 5 и 26 июня в театре «Зазеркалье», обновлением и дополнением каста артистов на нескольких ролях.
В 2025 году режиссёр Василий Заржецкий анонсировал, что за постановку возьмётся московская команда постановщиков продюсерского центра «Мы» во главе с продюсером Михаилом Климановым. Премьерные показы пройдут 30 и 31 октября в КЦ «Москвич» в Москве. 20 мая 2025 года продюсерский центр провёл концерт «Не один в пустоте», где были представлены номера из мюзикла — арии Мышкина, Настасьи, Тоцкого, Фердыщенко, Рогожина, дуэт Аглаи и Мышкина в исполнении новых исполнителей роли.

## Список номеров
№1 Intro
- Сцена «В вагоне. Знакомство»

№2 Куплеты Фердыщенко
- Сцена «У Епанчиных. Приезд Мышкина»

№3 Терцет сестёр
№4 Ария Мышкина о приговорённом (стихи Василия Заржецкого)
- Сцена «Квартира Иволгиных»

№5 Ансамбль «Скандал в семействе»
№6 Песня Гани
- Сцена «Вечер у Настасьи Филипповны»

№7 Танго Настасьи Филипповны
№8 Ария Рогожина
- Сцена «Письма»

№9 Дуэт Настасьи Филипповны и Аглаи (стихи Василия Заржецкого и Евгения Фридмана)
- Сцена «У Рогожина. Крёстные братья»

№10 Первый дуэт Мышкина и Рогожина «Ты и я»
- Сцена «На даче у Мышкина. Социалисты»

№11 Марш вымогателей
№12 Ария-атака Лизаветы Прокофьевны
№13 Зонг Ипполита
№14 Дуэт Аглаи и Мышкина
- Сцена «В Павловском парке»

№15 «Дуэль» Настасьи Филипповны и Аглаи
№16 Дуэт Настасьи Филипповны и Мышкина
- Сцена «У Рогожина. Смерть Настасьи Филипповны»

№17 Второй дуэт Мышкина и Рогожина. Финал (стихи Василия Заржецкого, Марины Романовой и Евгения Фридмана)
№18 Эпилог «Петербург»

## Действующие лица и исполнители
| Персонаж              | Идиот (2018; 2021)                                         | Идиот (2023)                                               | Идиот (2025)                                     |
| --------------------- | ---------------------------------------------------------- | ---------------------------------------------------------- | ------------------------------------------------ |
| Князь Мышкин          | Антон Авдеев                                               | Антон Авдеев                                               | Ярослав Баярунас Антон Авдеев                    |
| Парфён Рогожин        | Александр Осинин                                           | Александр Осинин Ростислав Колпаков                        | Сергей Смолин Андрей Школдыченко                 |
| Настасья Филипповна   | Виктория Жукова                                            | Виктория Жукова                                            | Елена Минина Дарья Бурлюкало                     |
| Генерал Епанчин       | Александр Подмешальский                                    | Александр Подмешальский                                    | Александр Хананин                                |
| Лизавета Прокофьевна  | Анна Снегова                                               | Анна Снегова                                               | Анна Скрипалева                                  |
| Александра            | Наталья Черний                                             | Наталья Черний                                             | Евгения Лучникова                                |
| Аделаида              | Ирина Чумантьева                                           | Ирина Чумантьева Дарьяна Коровашкова                       | Кристина Толмачева                               |
| Аглая                 | Варвара Шалагина                                           | Анжелика Рева                                              | Дарья Январина Евдокия Малевская Вилена Соколова |
| Фердыщенко            | Константин Китанин                                         | Константин Китанин                                         | Евгений Градусов Эмиль Салес                     |
| Ганя Иволгин          | Николай Погорелов                                          | Иван Васильев                                              | Эмиль Салес Александр Казьмин                    |
| Нина Александровна    | Елена Терновая                                             | Елена Терновая                                             | Галина Шиманская                                 |
| Варя Иволгина         | Юлия Асоргина                                              | Юлия Асоргина                                              | Виктория Крат Вилена Соколова                    |
| Ипполит Терентьев     | Ярослав Баярунас                                           | Валентин Князев                                            | Максим Раковский                                 |
| Агриппина Бурдовская  | Дарья Кожина                                               | Дарья Кожина                                               | Надежда Бодрова                                  |
| Келлер                | Олег Калабаев                                              | Алекс Кейтвин                                              | Григорий Захарьев                                |
| Афанасий Тоцкий       | Алексей Сазонов                                            | Алексей Сазонов                                            | Михаил Сидоренко                                 |
| Петербургские «нимфы» | Мария Мукупа, Елена Сушко, Ирина Горбачёва, Лилия Гимазова | Мария Мукупа, Елена Сушко, Ирина Горбачёва, Лилия Гимазова |                                                  |

### Премьерный состав
Премьерный состав 7 июля 2018 (Санкт-Петербург)
- Князь Лев Николаевич Мышкин — Антон Авдеев
- Парфён Семёнович Рогожин, купец — Александр Осинин
- Настасья Филипповна Барашкова, содержанка — Виктория Жукова
- Генерал Иван Фёдорович Епанчин — Александр Подмешальский
- Лизавета Прокофьевна, его супруга — Анна Снегова
- Александра, их старшая дочь — Наталья Черний
- Аделаида, их средняя дочь — Ирина Чумантьева
- Аглая, их младшая дочь — Варвара Шалагина
- Фердыщенко, человек без особого рода занятий — Константин Китанин
- Гаврила (Ганя) Ардалионович Иволгин, секретарь Епанчина — Николай Погорелов
- Нина Александровна, его мать — Елена Терновая
- Варя, его сестра — Юлия Асоргина
- Ипполит Терентьев, студент — Ярослав Баярунас
- Агриппина Бурдовская, радикалистка — Дарья Кожина
- Келлер, социалист — Олег Калабаев
- Афанасий Иванович Тоцкий, содержатель Настасьи Филипповны — Алексей Сазонов
- Петербургские «нимфы» — Мария Мукупа, Елена Сушко, Ирина Горбачёва, Лилия Гимазова

Премьерный состав 30 октября 2025 (Москва)
- Князь Лев Николаевич Мышкин — Ярослав Баярунас
- Парфён Семёнович Рогожин, купец — Сергей Смолин
- Настасья Филипповна Барашкова, содержанка — Елена Минина
- Генерал Иван Фёдорович Епанчин — Александр Хананин
- Лизавета Прокофьевна, его супруга — Анна Скрипалёва
- Александра Епанчина — Евгения Лучникова
- Аделаида, их средняя дочь — Кристина Толмачёва
- Аглая Епанчина — Дарья Январина
- Фердыщенко, человек без особого рода занятий — Евгений Градусов
- Гаврила (Ганя) Ардалионович Иволгин, секретарь Епанчина — Эмиль Салес
- Нина Александровна, его мать — Галина Шиманская
- Варя, его сестра — Виктория Крат
- Ипполит Терентьев, студент — Максим Раковский
- Агриппина Бурдовская, радикалистка — Надежда Бодрова
- Келлер, социалист — Григорий Захарьев
- Афанасий Иванович Тоцкий, содержатель Настасьи Филипповны — Михаил Сидоренко

### Постановочная команда
- Музыка — Сергей Рубальский
- Либретто и стихи — Евгений Фридман
- Автор идеи и режиссёр-постановщик — Василий Заржецкий
- Сценография — Алексей Левданский
- Звукорежиссёр — Дмитрий Бирюков
- Художник по свету — Елена Максимова
- Хореограф — Ольга Красных

- Музыка — Сергей Рубальский
- Либретто и стихи — Евгений Фридман
- Автор идеи и режиссёр-постановщик — Василий Заржецкий
- Сценография — Алексей Левданский
- Звукорежиссёр — Дмитрий Бирюков
- Художник по свету — Елена Максимова
- Хореограф — Ольга Красных

## Дискография
Трек-лист спектакля-концерта мюзикла «Идиот» (Live) от 7 июля 2018 г. на 1:27
- «Увертюра»
- «Встреча в поезде. Песенка Фердыщенко» — Константин Китанин, Александр Осинин, Антон Авдеев
- «Терцет сестёр Епанчиных» — Наталья Черний, Ирина Чумантьева, Варвара Шалагина
- «Завтрак у Епанчиных» — Александр Подмешальский, Анна Снегова, Антон Авдеев, Наталья Черний, Ирина Чумантьева
- «Ария Мышкина о приговорённом» — Антон Авдеев, Варвара Шалагина, Наталья Черний, Ирина Чумантьева, Анна Снегова
- «Скандал в семействе Иволгиных (часть 1)» — Юлия Асоргина, Елена Терновая, Константин Китанин, Николай Погорелов, Виктория Жукова
- «Сцена в квартире Иволгиных» — Виктория Жукова, Николай Погорелов, Юлия Асоргина, Елена Терновая, Константин Китанин
- «Скандал (часть 2). Рогожин» — Александр Осинин, Николай Погорелов, Елена Терновая, Юлия Асоргина, Виктория Жукова, Антон Авдеев, Константин Китанин
- «Песня Гани» — Николай Погорелов, Антон Авдеев, ансамбль
- «Танго Настасьи Филипповны. Сцена именин» — Виктория Жукова, Антон Авдеев, Константин Китанин, Александр Подмешальский, Алексей Сазонов
- «Ария Рогожина. Сцена именин (продолжение)» — Александр Осинин, Виктория Жукова, Александр Подмешальский, Антон Авдеев
- «Дуэт Настасьи Филипповны и Аглаи» — Виктория Жукова, Варвара Шалагина
- «Крестные братья» — Антон Авдеев, Александр Осинин
- «На даче у Мышкина» — Константин Китанин, Анна Снегова, Антон Авдеев, Юлия Асоргина
- «Марш вымогателей» — Олег Калабаев, Дарья Кожина, Антон Авдеев, Анна Снегова, Варвара Шалагина
- «Ария-атака Лизаветы Прокофьевны» — Анна Снегова
- «Зонг Ипполита. Монолог Мышкина» — Ярослав Баярунас, Антон Авдеев, Варвара Шалагина, ансамбль
- «Дуэт Аглаи и Мышкина» — Варвара Шалагина, Антон Авдеев
- «Дуэль Аглаи и Настасьи Филипповны» — Варвара Шалагина, Виктория Жукова, Антон Авдеев
- «Дуэт Мышкина и Настасьи Филипповны» — Антон Авдеев, Виктория Жукова
- «Монолог Фердыщенко» — Константин Китанин
- «Финал» — Александр Осинин, Антон Авдеев, Виктория Жукова
- «Эпилог. Петербург»

## Критика
В отличие от своего тёзки — драматического спектакля Василия Заржецкого, идущего в Севастопольском ТЮЗе, мюзикл получил положительные отзывы зрителей и критиков.
Рецензент «Фонтанки» пишет: «Музыка не только создаёт глубокую драматургию произведения, но и обладает яркой выразительностью музыкальных тем и стилистических аллюзий, позволяющих богаче раскрыть характеры и сюжетные коллизии. В формах арий угадываются различные жанры, образуя параллели и ассоциации, дополняющие портрет персонажа».
Корреспондент Любовь Марьина журнала «Около» пишет: Стремление отразить тяжелый и неприглядный мир героев Достоевского не прямым путем – через «чернуху», а метафорично».